# Štadión pod Čebraťom
El Štadión pod Čebraťom también llamado Štadión MFK Ružomberok es un estadio de fútbol ubicado en la ciudad de Ružomberok, Eslovaquia. Lleva el nombre de la colina Čebrať, adyacente a la ubicación del estadio, y el nombre significa literalmente "Estadio debajo de la colina Čebrať". El estadio fue inaugurado en 1955 y después de su última remodelación en 2015 alcanzó su capacidad actual para 4800 espectadores todos sentados, siendo el estadio en el que disputa sus partidos el club MFK Ružomberok de la Superliga de Eslovaquia.

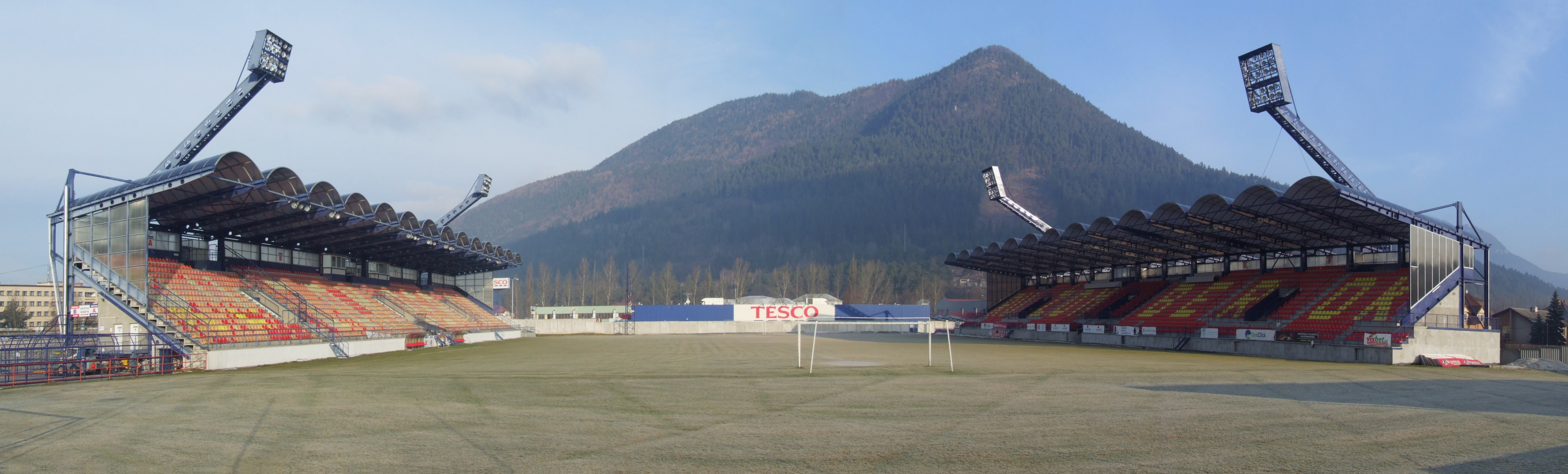
Panorámica del estadio.